# Quim Gutiérrez
Joaquim Gutiérrez Ylla (Barcelona, 27 de março de 1981) é um ator espanhol. Em 2006, ganhou o Prêmio Goya de melhor ator revelação pelo seu papel no filme Azuloscurocasinegro.

## Filmografia
| Ano   | Título                         | Papel          | Notas        |
| ----- | ------------------------------ | -------------- | ------------ |
| 2006  | Azuloscurocasinegro            | Jorge          |              |
| 2008  | Sangre de Mayo                 |                |              |
| 2011  | Primos                         |                |              |
| 2011  | La cara oculta                 | Adrian         |              |
| 2013  | Los Últimos Días               | Marc           |              |
| 2013  | 3 bodas de más                 | Jonás          |              |
| 2013  | ¿Quién mató a Bambi?           |                |              |
| 2013  | La gran familia española       |                |              |
| 2014  | Les Yeux jaunes des crocodiles | Luca Giampaoli |              |
| 2014  | Sexo fácil, películas tristes  |                |              |
| 2015  | Anacleto: Agente secreto       | Adolfo         |              |
| 2017  | Abracadabra                    |                |              |
| 2020- | Te quiero, imbécil             | Marcos         |              |
| 2021  | Jungle Cruise                  |                | Pós-produção |

| Ano  | Título       | Papel       | Notas            |
| ---- | ------------ | ----------- | ---------------- |
| 2017 | El accidente | José Espada |                  |
| 2019 | El Vecino    | Javier      | Original Netflix |